# Thelotrema sitianum
Thelotrema sitianum är en lavart som beskrevs av Vain. 1890. Thelotrema sitianum ingår i släktet Thelotrema och familjen Thelotremataceae.   Inga underarter finns listade i Catalogue of Life.